# Paracentrotus
Paracentrotus is een geslacht van zee-egels uit de familie Parechinidae.

## Soorten
- Paracentrotus lividus Lamarck, 1816
- Paracentrotus gaimardi (Blainville, 1825)

## Levenscyclus

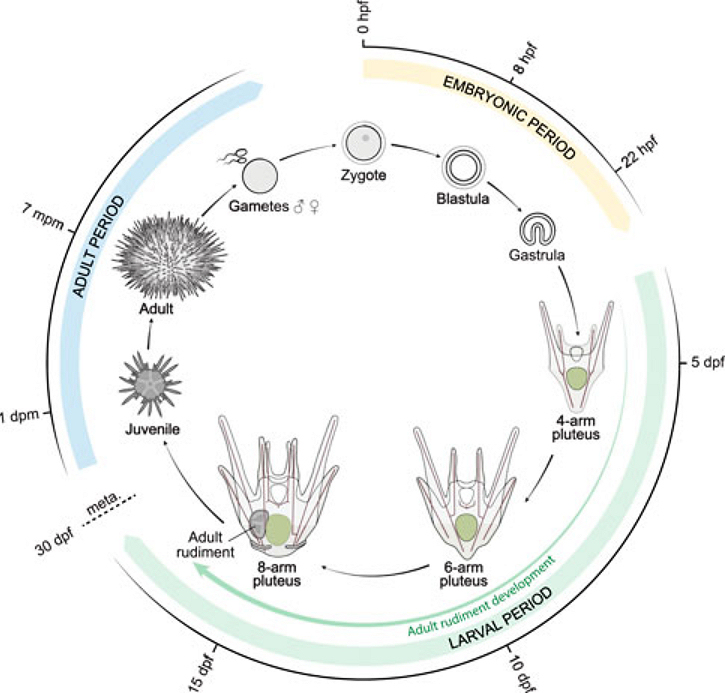
Levenscyclus van Paracentrotus lividus